# 長野県道・群馬県道466号牧干俣線

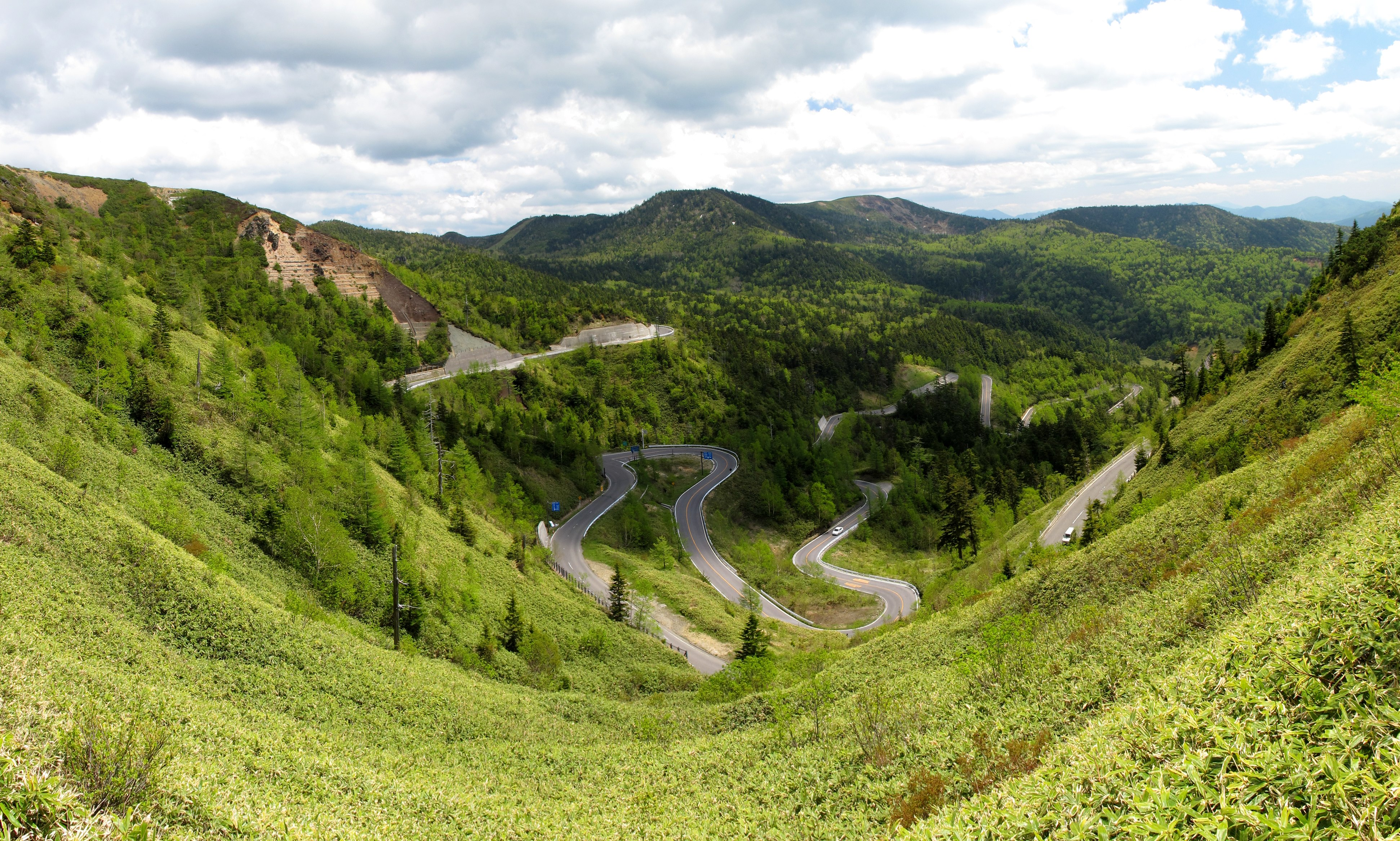
長野県道・群馬県道466号牧干俣線。奥は本白根山。

長野県道・群馬県道466号牧干俣線（ながのけんどう・ぐんまけんどう466ごう まきほしまたせん）は、長野県上高井郡高山村より群馬県吾妻郡嬬恋村に至る一般県道である。この道路は、長野県道112号大前須坂線と合わせて、長野県須坂市と万座温泉をつなぐルートを、通称上信スカイラインと呼ばれるほか、万座道路の別名も持つ。

## 路線概要
- 起点：長野県上高井郡高山村牧
- 終点：群馬県吾妻郡嬬恋村干俣

## 歴史
- 1959年（昭和34年）9月18日：群馬県より現・道路法に基づき、前身路線にあたる群馬県道万座峠草津線（吾妻郡嬬恋村大字万座 万座峠 - 同郡草津町大字草津、整理番号132）が路線認定される[3]。
  - 同時に、前々身路線にあたる県道草津須坂線（吾妻郡草津町 - 同郡嬬恋村〈長野県界〉、整理番号23）が路線廃止される[4]。

## 路線状況
例年11月中旬から4月中旬までの期間中は、冬季閉鎖されるため通行はできない。

## 地理
中央線がない1.5車線の舗装林道の様相で、周辺は高山帯の落葉樹であるダケカンバ、ササなどの草木が生える森である。路線の中央には万座峠、その東に万座温泉や万座温泉スキー場などの観光地があり、有料道路である万座ハイウェーと交差する。反対側の西端は長野県道112号大前須坂線と結ばれ、群馬・長野県境の毛無峠方面や、須坂市方面へ向かう。東で結ばれる志賀草津道路（国道292号）と比べると有名ではないが、高い木々がない視界が広い区間が長く、眺望に優れる場所もある。例年11月中旬から4月下旬までの間、冬季閉鎖される。晩春から初夏にかけて新緑、秋は紅葉の名所としても知られている。

### 通過する自治体
- 長野県
  - 上高井郡高山村
- 群馬県
  - 吾妻郡嬬恋村

### 交差する道路
- 長野県道112号大前須坂線（長野県上高井郡高山村大字奥山田）
- 万座ハイウェー（群馬県吾妻郡嬬恋村大字干俣）
- 国道292号（群馬県吾妻郡嬬恋村大字干俣）